# Neoneurus diabolicus
Neoneurus diabolicus är en stekelart som beskrevs av Shaw 1992. Neoneurus diabolicus ingår i släktet Neoneurus och familjen bracksteklar. Inga underarter finns listade i Catalogue of Life.